# Беляев, Сергей Михайлович
Сергей Михайлович Беляев (9 (21) января 1883 — 11 ноября 1953) — русский врач и писатель, известный преимущественно произведениями в жанре научной фантастики.

## Биография
Родился в 1883 году в Москве, в семье священника. Окончил духовную семинарию, работал певчим, суфлёром в театре, репетитором. Окончил медицинский факультет Юрьевского университета, бо́льшую часть жизни работал врачом, совмещая это занятие с литературной деятельностью. Писал очерки, рассказы, после Октябрьской революции сотрудничал с РОСТА. Получил известность благодаря своим научно-фантастическим произведениям, написанным в 1920—1940-х годах.
Младший брат — Михаил Михайлович Беляев (1885—1950) — зоолог, педагог-методист, работал в БЮН, профессор зоологии МОПИ (1935), профессор кафедры методики естествознания МГПИ им. В. И. Ленина (1947), профессор Загорского учительского института (1949). Известен учебником для старших классов «Основы эволюционного учения: Учебник для 9-го класса средней школы» (1933). В соавторстве с ним написана книга «Сборник задач противоалкогольного содержания. Пособие при преподавании арифметики в низших школах всех ведомств». Сост. М. М. Беляев, учитель и С. М. Беляев, врач. (1914). Книга вышла в серии «Кружок деятелей по борьбе со школьным алкоголизмом», выпуск 12.
Умер в Москве в 1953 году. Похоронен на Ваганьковском кладбище (20 уч.).

## Литературная деятельность
Печатался с 1905 года. Первая книга — «Семинарские очерки» (1906).
Один из немногочисленных советских писателей-фантастов 1930—1940-х годов. Автор нескольких книг «твёрдой» научной фантастики, в которых приключенческая фабула соседствует с обильно используемым научно-фантастическим материалом. Первая научно-фантастическая публикация — роман «Радиомозг» (1926; 1928), печатавшийся в «Рабочей газете», а затем вышедший отдельным изданием. В этом романе советские люди мешают замыслу западных учёных-маньяков, мечтающих получить власть над миром с помощью изобретённого ими устройства — искусственного «мозга» — способного диктовать людям чужую волю.
В романе «Истребитель 2Z» (первоначально вышел в 1928 году под названием «Истребитель 17Y», в 1939 году был кардинально переработан) зловещему изобретателю Урландо, очередному претенденту на мировое господство, снова противопоставлены советские учёные, использующие аналогичное открытие в мирных целях. Обсуждая роман, критика указывала на литературную зависимость Беляева от фантастических романов А. Н. Толстого.
В появившемся в 1945 году романе «Приключения Сэмуэля Пингля» рассказывается об учёном, научившемся искусственно перестраивать вирусы. В 1947 году вышел последний роман писателя — «Властелин молний», герои которого решают проблему извлечения из земной атмосферы атмосферного электричества и передачи его на большие расстояния.
Роман «Приключения Сэмуэля Пингля» (по мнению некоторых критиков — лучшее произведение писателя) был переведён на польский, чешский, словацкий, болгарский и хорватский языки. Писатель Кир Булычёв характеризует «Приключения Сэмуэля Пингля» как «очень хороший, нетрадиционный роман», в отличие от «удручающе плохо написанного» «Истребителя 2Z».
Работал и в других жанрах. В 1926 году издал книгу рассказов «Пожар» и повесть «Как Иван Иванович от большевиков бегал». Известны также его документальные «Заметки советского врача» (1926). В соавторстве с популярным советским писателем Борисом Пильняком написал документальную книгу о бойнях — «Мясо» (1936), посвящённый московскому мясокомбинату имени Микояна.

## Произведения
- Семинарские очерки. С предисловием свящ. Г. С. Петрова. — М.: Г. А. Иовенко, 1906; 2-е изд. — М.: Тип. «Наше слово», 1916.
- «Извилины»: Рифмо-ритмы. — М.: Сердоликъ, 1918.
- Пожар: Рассказы. — М.—Л.: Земля и Фабрика, 1926.
- Как Иван Иванович от большевиков бегал: Форменная вещь в 2-х частях. — Л.: Прибой, 1926.
- Заметки советского врача. — Л.: Прибой, 1926; Изд. 2-е, дополненное — М.: Московское товарищество писателей, 1927; Изд. 3-е, переработанное — М.: Федерация, 1931.
- Корни; Гуляй-степь. [Повести] — [Харьков:] Пролетарий, 1927.
- Огонь: Пьеса в пяти переменах. — [Москва:] Теакино-печать, 1928.
- Радио-мозг: Роман. — М.—Л.: Молодая гвардия, 1928.
- Мясо. Роман (совместно с Борисом Пильняком) // Новый мир, 1936.
- Истребитель 2Z: Научно-фантастический роман. — М.—Л.: Детиздат, 1939.
- Коварное оружие: Нефантастический рассказ. — М.—Л.: Детгиз, 1942. (автор — Е. Крамской).
- Десятая планета. [Рассказ] — М.—Л.: Детгиз, 1945.
- Илья Ильич Мечников (К 100-летию со дня рождения). — М.: Институт санитарного просвещения, 1945.
- Приключения Сэмюэля Пингля: Научно-фантастический роман. — М.—Л.: Детгиз, 1945; [Москва:] Молодая гвардия, 1959.
- Властелин молний: Научно-фантастический роман. — [Москва:] Молодая гвардия, 1947.

## Научно-популярные и методологические брошюры
- Один из врагов нашего здоровья. — М.: [Урологический кабинет д-ра С. М. Беляева в Москве], 1914; 2-е издание, дополненное вышло под заглавием «Триппер — враг здоровья. Как от него уберечься и как избавиться?» — М.: Тип. «Наше слово», 1915.
- Малярия: Кинофильма в пяти частях. [Кино-либретто] — [Москва:] Теакинопечать, 1929. (Серия «В помощь политпросветработнику»)
- Туберкулез (чахотка) скота и меры борьбы с ним: Кинокартина в 6-ти частях. [Пояснительный текст к культурфильме] — [Москва:] Теакинопечать, 1929. (Серия «В помощь политпросветработнику»)
- Береги зрение. [Пояснения к кинокартине] — [Москва:] Теакинопечать, 1930.
- Гигиена женщины: Культурфильма в 6 частях. [Пояснительный текст] — [Москва:] Теакинопечать, 1930. (Серия «В помощь политпросветработнику»)
- Опиум: Кинокартина в 6-ти частях. [Либретто и методические указания к беседе] — [Москва:] Теакинопечать, 1930. (Серия «В помощь политпросветработнику»)
- Скарлатина: Культурфильма в 6 частях. [Либретто и методические указания к беседе] — [Москва:] Теакинопечать, 1930. (Серия «В помощь политпросветработнику»)
- Физические способы лечения: Культурфильма в пяти частях. [Пояснительный текст] — [Москва:] Теакинопечать, [1930].
- Кровь земли. [Нефть] [Кино-либретто и методические указания к беседе] — [Москва:] Типография «Гудок», 1931.
- Снайпер: Скетч. — Москва: Отдел распространения ВУОАП, 1942. (Автор — Я. Гончаров)